# 나 (춘추)
나(那)는 춘추 시대 주나라 공족의 제후국이다.

## 역사
기원전 11세기, 주나라가 상나라를 멸하였다. 삼감의 난을 평정한 주공단 (周公旦)은 서주 성왕의 명령을 받아 희성 공족에 관한 칙령을 발표하였다. 서주 성왕은 칙령을 발표하고 희성 공족들을 염국 (冉), 나국 (那), 권국 (權)에 봉분하였다.
초(楚)나라 무왕 (武王, 740-690) 은 노나라 권국을 정복하면서 나국을 병합하였다. 이후 주나라 희성 공족과 초나라 공족이 국호를 성으로 삼았다고 한다.

## 같이 보기
- 주성왕
- 주공단
- 권 (춘추)
- 염 (춘추)